# Hugo Paterno
Hugo Paterno (19. Dezember 1896 in Bludenz – 7. Juli 1944 in München-Stadelheim) war ein österreichischer Zollwachebeamter, der im Dritten Reich denunziert, verhaftet, verurteilt und hingerichtet wurde, weil er sich abfällig über Hitler und das NS-Regime geäußert haben soll.

## Leben
Hugo Paterno war das siebente von acht Kindern italienischer Einwanderer. Nach seinem Einsatz im Ersten Weltkrieg wurde er Zollwachebeamte. Er war ein überzeugter Katholik, wurde als „diensteifrig“ beschrieben und machte schnell Karriere.
Er lebte in Lustenau, mit seiner Frau Marie und vier Kindern. Aufgrund seiner Religiosität stand er der NS-Ideologie ablehnend gegenüber. Nach dem Anschluss Österreichs an das nationalsozialistische Deutsche Reich war er an der Grenze zwischen Österreich und der Schweiz, am Grenzübergang Gaissau-Rheineck, eingesetzt. Er beantragte 1938 die Aufnahme in die NSDAP, wurde aber 1941 abgelehnt. Zuerst wurde er von einem Untergebenen denunziert, der beanstandete, dass Paterno sich während der Dienstzeit in der Kirche aufhalte. Er wurde noch ein zweites und drittes Mal denunziert und er fiel wegen seiner unverblümten Sprache auf.
Als Leiter des Zollamts Lustenau-Oberfahr soll er 1941 einem anderen Untergebenen gegenüber den Kriegserfolg der Wehrmacht bezweifelt haben. Es wurde ein Dienststrafverfahren eingeleitet. Er wurde zu einer Gehaltskürzung wegen Kritik an der Führung des Deutschen Reiches verurteilt und in das Hauptzollamt in Innsbruck strafversetzt. Dort wurde er mit Inspektionsarbeiten betraut, überwiegend im Außendienst.
Im Sommer 1943 kritisierte er im Anschluss an eine Diensthandlung in einer Tabak-Trafik in Scharnitz, einem Ort im Außerfern, die Kirchenpolitik der NSDAP und die Errichtung von Konzentrationslagern. Er soll die „braune Herrlichkeit“ vor dem Zusammenbruch stehend gewähnt und die SS-Horden als „Barbaren“ tituliert haben. Er soll erklärt haben, dass die Tage des Dritten Reiches gezählt seien. Vorgesetzte wurden informiert und meldeten die angeblichen Äußerungen auf dem Dienstweg weiter. Die Gestapo schaltete sich ein, verhaftete Hugo Paterno am 17. September 1943 und überstellte ihn nach Innsbruck. In der Folge wurde er ins Strafgefängnis Berlin-Plötzensee transferiert und auf seinen psychischen Gesundheitszustand untersucht. Er wurde als zurechnungsfähig eingestuft. Daraufhin wurde er in München vor Gericht gestellt. Der Volksgerichtshof verurteilte ihn am 11. Mai 1944 wegen Wehrkraftzersetzung zum Tode. Das Verfahren wurde sehr schnell erledigt. Das Urteil war handgeschrieben, nur sieben bis acht Zeilen lang. Marie Paterno fuhr nach Berlin, um ein Gnadengesuch, auch im Namen der vier Kinder, einzureichen. Es wurde abgelehnt und auch ein Besuch in der Haftanstalt in München-Stadelheim wurde ihr verwehrt.

„So Gott will, wenn ich dann noch lebe“

Mit diesen Worten kündigte er seiner Familie für Juli einen weiteren Brief an. Dieser Brief wurde nie geschrieben, denn am 7. Juli 1944 wurde Hugo Paterno im Zuchthaus München-Stadelheim enthauptet.
1947 wurde die Trafikantin Rosa Rainer wegen des Verbrechens der Denunziation nach § 7 Abs. 3 Kriegsverbrechergesetz angeklagt. Im Rahmen dieses Prozesses, dessen Akten erhalten sind, kamen zahlreiche Details der Angelegenheit ans Licht der Öffentlichkeit. Ein Arbeitskollege beschrieb Paterno als äußerst gewissenhaften und allgemein beliebten Beamten: „Niemand konnte verstehen, dass dieser Mann keinen Rückhalt an seiner Behörde gefunden hat.“ Rainer wurde zu einer Kerkerstrafe von drei Jahren verurteilt.

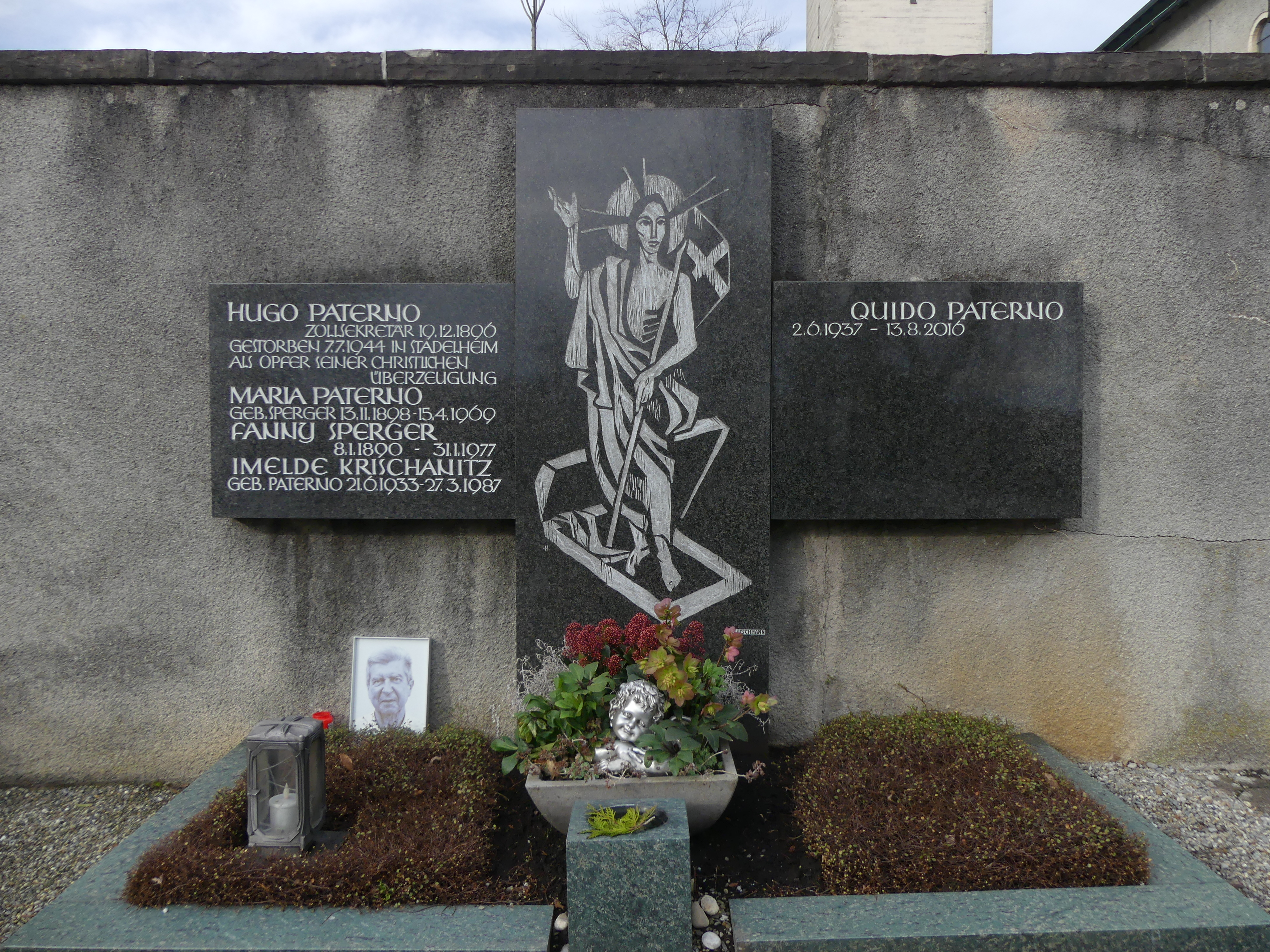
Auf dem Grabstein im Friedhof der Erlöserkirche ist eingraviert: „gestorben 7.7.1944 als Opfer seiner christlichen Überzeugung“

An der Grabstelle der Familie in Lustenau, die 1968 errichtet wurde, werden Todesurteil und Hinrichtung verschwiegen. Am Grabstein ist zu lesen: „Gestorben als Opfer seiner christlichen Überzeugung“. Es war damals, so sein Enkelsohn, noch nicht opportun, die Ermordung als solche zu benennen.
In seiner Familie herrschte auch nach dem Ende der NS-Herrschaft lange Sprachlosigkeit. Das Trauma, seine Töchter waren zum Zeitpunkt der Hinrichtung elf und zwölf Jahre alt, konnte nicht aufgearbeitet werden.

## Gedenken
Hugo Paterno wurde im Jahr 1979 posthum das Ehrenzeichen für Verdienste um die Befreiung Österreichs verliehen.
Sein Name ist auf der Ostseite des Befreiungsdenkmals in Innsbruck eingraviert.
Sein Enkelsohn Wolfgang Paterno, Redakteur des Nachrichtenmagazins profil, erforschte seine Geschichte und schrieb ein Buch über seinen Großvater. Die Quellensuche war schwierig, es gelang ihm aber auch, die ideologische Verblendung, den Hass und Neid zu beschreiben, der die Familie zerstörte. Das Buch erschien im Jahr 2020.